# Konservatorium
Ein Konservatorium (italienisch conservatorio, aus lateinisch conservare ‚bewahren‘) ist eine Einrichtung für die Ausbildung von Musikern und Musikpädagogen.
Konservatorien im Hochschulrang heißen in Deutschland oft Hochschulen für Musik, in der Schweiz Konservatorium, Musikhochschule oder -akademie. In Österreich findet die staatlich anerkannte Berufsausbildung für Musiker an Universitäten für Musik und darstellende Kunst, Privatuniversitäten und Konservatorien mit Öffentlichkeitsrecht statt. An solchen Konservatorien können staatlich anerkannte Diplome erworben werden.

## Geschichte
Der Ausdruck stand ursprünglich für die Waisenhäuser (Kinderbewahranstalten) in Neapel und später ganz Italien. Im 16. Jahrhundert gab es vier davon, die verschiedenen Kirchen zugeordnet waren. Nicht nur Knaben, sondern auch die Mädchen in den Konservatorien bekamen von den besten Komponisten der Stadt Gesangsunterricht (obwohl es Frauen in jener Zeit verboten war, in Kirchen zu singen). Sie waren die ersten professionellen Sängerinnen. So ging der Name mit der Zeit auf die musikalische Ausbildung über.
Bedeutende Konservatorien entstanden Ende des 18. Jahrhunderts und vor allem im 19. Jahrhundert in Paris (1795), Mailand (1807), Prag (1811), Wien (1819), Leipzig (1843), München (1846), Berlin (1850), Köln (1850), Dresden (1856), Stuttgart (1857), Frankfurt (1878) sowie in Sankt Petersburg (1862).
Heute ist ein Konservatorium eine hochschulartige Ausbildungsstätte für alle Sparten der musikalischen Berufs- und Laienausbildung.

## Nationales

### Österreich
Das Konservatorium ist in Österreich eine Schulform für die Ausbildung zum Berufsmusiker oder vorbereitend zum Musiklehrer.
Das Konservatorium bietet eine vertiefte, umfassende Ausbildung in Beherrschung eines Musikinstruments und Gesang, sowie den mit der Musik in Verbindung stehenden Künsten (wie Musiktheater, Tanz), sowie musikkundlichen und musiktheoretischen Inhalten.
Konservatorien bauen auf der Ausbildung in einer Musikschule, als Regelschule mit musikalischem Schwerpunkt oder nebenschulische Musikschule im engeren Sinne auf. Besonders der für die von den Musikschulwerken geführten Musikschulen erarbeitete österreichische Lehrplan (KOMU-Lehrplan) fungiert auch als Vorbereitung für einen Konservatoriumsbesuch.
Konservatorien und Konservatorium für Kirchenmusik sind Schulformen (Lehrpläne) der Schulart Musikschulen und Konservatorien innerhalb der Schulsparte Sonstige berufsbildende Schule (Statut) (SBS), werden formal der 15. Schulstufe (0. Klasse, Abschlussstufe 15, ISCED-Level 4B postsekundar, Lehrplancode 3903 resp. 3902) zugeordnet.
Der Bildungsabschluss ist eine Berufsbefähigung (Berufsdiplom). Dieser ist im Allgemeinen Voraussetzung für den beruflichen Eintritt in ein Orchester oder anderes Ensemble oder den Besuch einer Meisterklasse.
Für Schüler, die ein Konservatorium besuchen, also intensiv Musik erlernen, gibt es auch die Spezialform des Oberstufenrealgymnasiums für Studierende der Musik, die den allgemeinbildenden Abschluss und die Hochschulreife (Matura) ergänzen, für den Beginn eines Hochschulstudiums im musikalischen Fach (Konzertfach oder Lehrberuf). Diese werden als Zweige von Gymnasien in Zusammenarbeit mit örtlichen Konservatorien geführt.
Erhalten werden die Konservatorien öffentlichen Charakters von den Bundesländern (Landeskonservatorium), daneben gibt es etliche Privatschulen anderer Schulträger, mit Öffentlichkeitsrecht.
Mit der Professionalisierung des Lehrerberufs (Voraussetzung eines Hochschulabschlusses für alle Lehrberufe) kann am Konservatorium (als Schulform) kein Berufsabschluss im pädagogischen Fach mehr erreicht werden. Daher bieten heute viele Konservatorien auch Studiengänge an und sind insofern schon dem Hochschulsektor zuzuordnen. Solche Studien umfassen beispielsweise Komposition, Dirigieren, Tanz, Schauspiel oder Musiktheater.
Hintergrund der Einrichtung von Konversatorien als Teil des Schulwesens war die Tatsache, dass der Bund neben den zu den Musikhochschulen keine weitere Institutionen in den „tertiären“ Bereich heben wollte, weil er neben den Musikhochschulen keine Doppelstrukturen aufbauen wollte. Die österreichischen Konservatorien konnten zu keiner Zeit akademische Grade verleihen, sondern nur die oben angesprochenen Berufsdiplome. Manche Konvesatorien bieten auch gemeinsame Studienprogramme mit Hochschulen an, in denen die Studierenden akademische Grade erlangen können. Seit dem Jahr 2001 ist in Österreich die Gründung von privaten Einrichtungen des Hochschulwesens möglich; seither wurden einige Konservatorien in Privatuniversitäten und Privathochschulen umgewandelt.

## Liste von Konservatorien und Musikhochschulen

### Ägypten
- Das Kairoer Konservatorium, Akademie der Künste, Kairo

### Albanien
- Universität der Künste Tirana

### Belgien
- Königliches Konservatorium Brüssel
- Institut Jaques-Dalcroze de Belgique
- Königliches Konservatorium Lüttich
- Königliches Konservatorium Antwerpen
- Königliches Konservatorium Mons
- Lemmensinstituut (Löwen)
- IMEP (Namur)

### Bulgarien
- Nationale Musikakademie „Prof. Pantscho Wladigerow“(auch als Staatliches Konservatorium bekannt)

### Dänemark
- Königlich Dänisches Konservatorium für Musik Kopenhagen
- Staatliche Hochschule für Musik Aarhus
- Staatliche Hochschule für Musik Odense
- Staatliche Hochschule für Musik Aalborg
- Staatliche Hochschule für Musik Esbjerg
- Rhythmische Musikhochschule Kopenhagen

### Frankreich
- Pariser Konservatorium
- Conservatoire Darius Milhaud in Aix-en-Provence

### Georgien
- Staatliches Wano-Saradschischwili-Konservatorium in Tiflis

### Griechenland
Die bedeutendsten Konservatorien des Landes sind das Athener Konservatorium und das Nationale Konservatorium mit Niederlassungen im ganzen Land. Des Weiteren gibt es auf den Ionischen Inseln zahlreiche weitere Konservatorien die als Ionische Schule bezeichnet werden. Siehe auch: Griechisches Konservatorium.

### Italien
In Italien gibt es insgesamt 57 Konservatorien einschließlich der mit ihnen gleichgestellten Musikschulen.
- siehe auch Ospedali Grandi in Venedig

### Kasachstan
- Kasachisches Nationalkonservatorium (Almaty)

### Kosovo
- Akademie der Wissenschaften und Künste des Kosovo

### Lettland
- Jāzepa Vītola Latvijas Mūzikas akadēmija (Riga)

### Litauen
- Konservatorium Kaunas (Kaunas)
- Konservatorium Klaipėda (Klaipėda)
- Konservatorium Šiauliai (Šiauliai)
- Konservatorium Panevėžys (Panevėžys)
- Konservatorium Vilnius (Vilnius)

### Mexiko
- Conservatorio Nacional de Música (Mexiko-Stadt) (Instituto Nacional de Bellas Artes)
- Escuela Nacional de Música (Mexiko-Stadt) (Universidad Nacional Autónoma de México)
- Escuela Superior de Música (Mexiko-Stadt) (Instituto Nacional de Bellas Artes)
- Escuela Superior de Música y Danza de Monterrey (Monterrey)
- Facultad de Música (Xalapa) (Universidad Veracruzana)

### Niederlande
- ArtEZ Conservatorium (Arnheim / Zwolle / Enschede)
- Conservatorium Haarlem (Haarlem)
- Conservatorium van Amsterdam (Amsterdam)
- Conservatorium Maastricht (Maastricht)
- Fontys Conservatorium (Tilburg)
- Koninklijk Conservatorium (Den Haag)
- Prins Claus Conservatorium (Groningen)
- Rotterdams Conservatorium (Rotterdam)
- Utrechts Conservatorium (Utrecht)

### Nordmazedonien
- Universität Skopje

### Polen
- Karol-Lipiński-Musikakademie Breslau
- Feliks-Nowowiejski-Musikakademie Bydgoszcz
- Stanisław-Moniuszko-Musikakademie Danzig
- Karol-Szymanowski-Musikakademie Kattowitz
- Musikakademie Krakau
- Grażyna-und-Kiejstut-Bacewicz-Musikakademie Łódź
- Ignacy-Jan-Paderewski-Musikakademie Posen
- Fryderyk-Chopin-Universität für Musik Warschau

### Portugal
- Escola Superior de Música de Lisboa (staatliche Musikhochschule am IPL)

### Rumänien
- Nationale Musikuniversität Bukarest

### Russland
Insgesamt 12 Konservatorien (Stand 2023): in Astrachan, Ekaterinburg, Kasan, Magnitogorsk, Moskau, Nischni Nowgorod, Nowosibirsk, Petrosawodsk, Rostow am Don, Sankt Petersburg, Saratow und Wolgograd. Die wichtigsten sind:
- Sankt Petersburger Konservatorium
- Moskauer Konservatorium

### Schweiz
- Conservatoire de Lausanne
- Musik-Akademie der Stadt Basel
- Musikschule Konservatorium Bern
- Hochschule der Künste Bern
- Konservatorium Freiburg im Üechtland
- Zürich Konservatorium Klassik und Jazz
- Hochschule Luzern – Musik

### Schweden
- Königliche Musikhochschule Stockholm
- Musikhochschule Malmö
- Musikhochschule Göteborg

### Spanien
- Real Conservatorio Superior de Música de Madrid
- Escola Superior de Musica de Barcelona
- Conservatorio Superior de Musica de Zaragoza
- Conservatorio Superior de Musica de Salamanca
- Conservatorio Superior de Música de Ovliedo
- Escuela Superior de Música Reina Sofía
- Real Conservatorio Superior de Música de Málaga
- Conservatorio Superior de Música de Alicante

### Syrien
- Hochschule für Musik in Damaskus

### Tschechien
- Prager Konservatorium
- Konzervatoř Jaroslava Ježka
- Konzervatoř Brno
- Konzervatoř Pardubice
- Janáčkova konzervatoř a Gymnázium v Ostravě
- Taneční centrum Praha
- Konzervatoř České Budějovice
- Konzervatoř Plzeň
- Konzervatoř Teplice
- Pěvecká konzervatoř Praha
- Taneční konzervatoř v Praze
- Konzervatoř P. J. Vejvanovského Kroměříž
- Konzervatoř Evangelické akademie
- Církevní konzervatoř Opava
- Mezinárodní konzervatoř Praha

### Vereinigtes Königreich
- Royal Academy of Music, Mitglied der Universität London
- Royal Conservatoire of Scotland, Glasgow
- Trinity College of Music, London
- Guildhall School of Music and Drama, London
- Birmingham Conservatoire, Birmingham

### Ukraine
- Nationale Musikakademie der Ukraine Peter Tschaikowski
- Nationale Universität der Künste Charkiw I. P. Kotljarewskyj
- Nationale Musikakademie Lwiw Mykola Lyssenko
- Nationale Musikakademie Odessa Antonina Neschdanowa
- Dnipropetrowsk Konservatorium Michail Glinka
- Donezk Staatsmusikakademie Sergei Prokofjew

### Vereinigte Staaten
- New England Conservatory of Music
- Boston University College of Fine Arts
- Cleveland Institute of Music
- Curtis Institute of Music
- The Juilliard School
- Berklee College of Music